# Antonín Baťa starší
Antonín Baťa starší (1. srpna 1844 Zlín – 5. září 1905 Zlín) byl zakladatel obuvnické dynastie Baťů. Podnikatel synergista a švec. Původce první formy batismu – aplikace racionálního technokratického řízení. Batismus je zlínská obdoba taylorismu.

## Dětství
Narodil se ve Zlíně 1. srpna 1844 jako nejmladší z osmi dětí v ševcovské rodině. Není překvapivé, že i jeho otcem byl švec. U otce se také vyučil. Antonín Baťa již od malička projevoval určitou podnikavost, silnou vůli, fantazii a výřečnost, což z něj činilo velmi zajímavé a pozoruhodné dítě.

## Ve Zlíně
O jeho mládí není příliš mnoho zpráv. Více informací (spíše vzpomínek) přinesl až autobiografický román "Román života" jeho syna Jana Antonína. Po vyučení se Antonín Baťa vydal do světa na zkušenou. Po návratu ze zkušené po různých moravských a rakouských městech, kde kvetlo ševcovství, si založil ve Zlíně svoji vlastní obuvnickou živnost. Vyráběl valašské papuče a jako první se pustil do výroby flokované kožené obuvi, kdy se bota spojuje pomocí floků, a současně vyráběl ještě kožené boty pro sedláky. Kromě výroby bot získal později také sušárnu na ovoce.

## Obchod a podnikavost
V práci byl vytrvalý a přesný. Svou podnikavost a silnou vůli uplatnil především v obchodě. Věděl, že základem jakéhokoliv úspěšného podnikání je prodej. Věnoval se obchodu s ovocem a sodovkou. Jeho společníky v podnikání byli Filip Baťa a Jan Kašpárek. Obchodoval také s uhlím, na jarmarcích a poutích prodával cukrovinky (na ty měl speciální velký kufr, na kterém spával Jan Antonín). V roce 1869 se oženil s Annou Bartošovou rozenou Minaříkovou, vdovou po Františku Bartošovi. Tímto sňatkem vyženil velkou ševcovskou dílnu ve Zlíně, kterou dříve dobře vedl tragicky zesnulý František Bartoš (byl obětí loupežné vraždy), a také nevlastní dceru Josefu Bartošovou, později Novosadovou. Po smrti Jana Novosada se provdala za vrátného fy Baťa Huberta Klause, jehož vyprávění z cest po USA inspirovalo Tomáše Baťu k cestě za oceán.
Z manželství s Annou Minaříkovou (ovd. Bartošovou) vzešly tři děti, Tomáš Baťa (1876–1932), Antonín Baťa mladší, který zemřel svobodný, a Anna Baťová, která zemřela v roce 1936 ve svazku s Jindřichem Schiebelem.

## Antonín Baťa v Uherském Hradišti a Rybárnách
V roce 1886 se Antonín Baťa odstěhoval s celou rodinou do Uherského Hradiště, do tehdejšího centra ovocnářského kraje, který byl v té hospodářsky silnější než kamenitý kraj zlínský.
Po 16 letech manželství se oženil podruhé s Ludmilou Hruščákovou z Osvětiman. Měl s ní 5 dětí: Jana Antonína, Leopolda, Bohuslava, Marii (provd. Hlavničkovou). Původně odešel ze Zlína proto, aby v Hradišti vyráběl něco jiného nežli huněné válenky (huněné vysoké holínky), ale ironií osudu zde zakládá první firmu Baťa: Anton Bata, erste wallachische Hunya & Filzschuhe – Erzeugung (Anton Baťa, první valašské huněné a plstěné boty-Výroba), jejich výroby se držel až do smrti v roce 1905. Prodej sodovky poté zdědil (resp. po Ludmile Hruščákové) nevlastní syn Josef. V domě žilo cca 16 lidí. 3 učni a 3 tovaryši, 6 dětí, rodiče a sestra Ludmily Celestýna Hruščáková a poté Lidka Klímková z Osvětiman, která pomáhala s domácností.
Rybárny byly v té době řemeslné předměstí Uherského Hradiště, kde převažovalo německé obyvatelstvo a ráz byl také více německý. Zlín byl v té době ryze českým městečkem a pozemky v okolí vlastnila převážně šlechta. Tomáši Baťovi v dětství německý ráz Hradiště příliš nevyhovoval.
Antonín Baťa měl zpočátku ambice se realizovat v nákupu a prodeji ovoce, jelikož obuvnickou dílnu si pořídil trochu později a ze začátku byla velmi skromná. Na počátku svého působení v Hradiši nalezl "azyl" v domě obuvníka Miškéře čp. 144 ve Františkánské ulici v centru města. Později si koupil dům č.p. 2 na předměstí v Rybárnách, kde žili především ševci. V roce 1897 si v domku otevřel výrobu a obchod se sodovkou.
Později zde zřídil menší ševcovskou dílnu, ta měla pouze 3-4 tovaryše. Dílna se postupně rozrůstala až na jakýsi menší závod, který rozměry přesahoval pouze typický rodinný podnik. Na začátku dílna vyráběla jen pro trh ve městě a pokryla tak potřebu po kvalitní obuvi hradišťského měšťanstva.
Později pronikla její produkce i do okolí, na Uherskobrodsko a Bojkovicko. Později zaměstnával externě 10 dalších ševců v okolních vesnicích, kteří vyráběli boty zcela samostatně jen podle zakázek a poté je nosili do Rybáren, kde byli vyplaceni. Baťa se věnoval také propagaci svých výrobků, jedná se o jakési první aplikované reklamní postupy v rodině Baťů (i když forma byla velmi primitivní) např. předváděl osobně své nové výrobky na radnici města.
- První firma Baťa: tvořilo ji brzy několik tedy několik domů, každý z nich se specializovanou výrobou. Tento komplex byl často navštěvován představiteli města, ale Baťa se nebránil také návštěvám konkurence, a zdravou konkurenci snad i vítal, respektoval a jako moderní podnikatel s ní počítal. Přesněji Baťova dílna sídlila v čp. 109, umístěna štěpárna a v čp. 108 střihárna a v čp. 2 byla zase dílna tovaryšů.

- Pracovní doba: byla od 7:00 do 20:00 a v dílnách se zpívalo. Byly vybaveny od počátku stroji: 3 prošívací stroje Ringschiefer a šlapací šicí stroje Singer – 8 kusů. Výdělek zaměstnanců činil 7 rýnských týdně, to byl případ mladého děvčete, 14leté šičky. Antonín Baťa st. zde ale vynalezl svůj patentovaný celoplechový držák polotovarů, který usnadňoval manipulaci. Jelikož se výrobky a polotovary mezi domy přenášely. Neexistovala ještě pásová výroba, či o ní neměl Baťa starší přesnější informace.[zdroj?] V jednom z domů poté byl sklad a expedice. V čp. 1 měla rodina byt.

- Hierarchie: Starší syn Antonín Baťa řídil rozpočet a provoz, zásoby a expedici. Druhý syn Tomáš Baťa několikrát utekl z domu, žil chvíli u své sestry Anny ve Vídni a v Prostějově, ale poté se vrátil zpět a staral se o prodej na trzích a v okolí. Později i v Praze. Na trzích vždy vše prodal.

- Zánik: na výrobu v této Baťově dílně měl neblahý vliv také mohutný požár města 17. dubna 1894, vyhořely dva domy, štěpárna a střihárna. Oheň zničil také sklad a zásoby. Překazil tím realizaci velké zakázky pro Budapešť. Větší ránu, ale představoval především bankrot firmy Koditsch & Co. ve Vídni. Jelikož si Antonín Baťa starší neověřoval při obchodování s firmou Koditsch & Co její solventnost, podepsal její směnku bez vědomí svého syna Antonína na 20 000 zlatých.[zdroj?] Po požadavcích věřitelů, zbyl tedy ze 4 domů v Rybárnách pouze jeden, dům č.p. 2. Zbytek dluhu doplatil až syn Tomáš Baťa. Více není o zániku firmy Baťa v Uherském Hradišti známo. Jen, že Baťova dílna zde byla definitivně zrušena roku 1907 jeho ženou Ludmilou Baťovou. Synové se přestěhovali do Zlína. Městečko Zlín si vybrali náhodou či emocionálně.

- Závěr: Kombinace podnikatelských aktivit různých druhů (synergie) plus invence ve výrobě a také výjimečné obchodní praktiky jeho synů, snaživost, píle, odvaha a přispěli k vytvoření pozoruhodného závodu, který převyšoval jen hranice jaké má běžný rodinný podnik, zaměstnával externě i ševce v okolí, jak již bylo zmíněno. Jeho synové zde získali cenné zkušenosti, věnoval jim i několik strojů, naučili se pravidlům řízení a obchodu, také viděli výsledek kvalitní a dobré propagace kvalitního zboží. Tyto informace a cenné zkušenosti ve své vlastní firmě, kterou si založili již ve Zlíně postupně zdokonalovali. Tomáš Baťa přenechal svůj velký podnik v závěti nevlastnímu bratrovi Janu Antonínovi právě z důvodu, že v něm cítil silnou vůli. Takovou jakou měl jejich otec. Jan Antonín Baťa se jmenoval původně Jan Karel, říkal si později Antonín právě po otci. Tomáš Baťa o něm napsal: "...Byl cílevědomý a odvážný, protože hlavně v Jižní Americe to pro něj nebylo jednoduché.“[4]

## Rodina
Antonín Baťa pocházel z rozsáhlé zlínské ševcovské rodiny. Narodil se do tamních poměrů jako osmé dítě. Dvakrát byl ženatý, poprvé s vdovou Annou Minaříkovou (Bartošovou) ve Zlíně a podruhé s o mnoho let mladší Ludmilou Hruščákovou, která pocházela z Osvětiman, nedaleko Uherského Hradiště.
V roce 1869 se oženil s vdovou po ševci Bartošovi Annou, s níž měl tři děti: Annu, ta se provdala do Vídně za Jindřicha Schiebela, správce lukovského panství, se kterým měla později 3 děti, Antonína Baťu ml., který zemřel na tuberkulózu jako bezdětný, a nejmladšího Tomáše Baťu, který měl jednoho syna Tomáše Baťu ml. Sňatkem získal Antonín Baťa celkem rozsáhlou dílnu k podnikání a nevlastní dceru Josefu („Josefku“). První manželka Anna byla o tři roky starší.
Po smrti své manželky Anny se ještě téhož roku odstěhoval ze Zlína. V roce 1886 se oženil podruhé s vdovou po tkalci Koláříkovi z Osvětiman Ludmilou Hrušťákovou. Z druhého manželství vzešlo celkem pět dětí, uvedeni jsou podle stáří: Leopold, Bohuslav, Jan Antonín, Jindřich a nejmladší Marie. Jan Antonín poté převzal Baťův koncern, který založil Tomáš Baťa, jeho nevlastní bratr a přivedl ho k další mezinárodní prosperitě.
Antonín Baťa starší, zemřel v roce 1905, trpěl v té době již řadou neduhů.
S otcem Tomáše Bati se pojí i historie nerealizované Gahurovy sochy Mojžíše z roku 1916. Mělo se jednat o kašnu a sochu před vilu T. Bati s tématem: „Mojžíš vzal hůl a udeřil do skály, z níž vytryskla voda“. Autorem byl zlinský rodák, syn tamního ševce, František Lydie Gahura, kterého Tomáš Baťa podporoval na studiích. Ten měl na objednávku rodiny Baťů vytvořit sochu Mojžíše, tak aby se v jeho tváři zračil život "myšlenkově tvůrčí". Gahura ji sochal ve volném čase vždy mezi semestry, ale výsledek nebyl podle Baťů uspokojivý: ...neupírali jsme mu to, ale zdálo se nám, že přece jenom ty svaly jsou trošku "pincgavské" ....
Tomáš Baťa si postavu Mojžíše vybral pro jeho logicky jasné závěry, byl také velkým obdivovatelem Židů pro jejich udržování a chápání jejich židovské víry a náboženské kultury, které každý rozumí po svém a ve prospěch svůj a svých soukmenovců.
Jan Antonín uvádí, že se Gahurova socha podobala až nezvykle mnoho jejich otci:
"Nakonec jsem se mu vysmíval, že si vzal mustr svého Mojžíše v obrazu mého otce, a sice v tom, který Leopold, tehdy gymnazista a zručný malíř, namaloval uhlem jako dárek mamince k Vánocům. Když jsme srovnávali potom sochu a obraz, ukázalo se, že jsem byl v té legraci blíže pravdě, nežli se mi prvotně zdálo..."
Socha měla stát na zahradě vily, ale k finalizaci díla nikdy nedošlo, zůstalo jen v návrhu.

## Vzpomínky na otce
- Tomáš Baťa vzpomínal: “Rozený podnikatel. Lákalo ho všechno, co vyžadovalo odvahy.”[7]
- Jeho syn z druhého manželství Jan Antonín Baťa, Rybárny nazýval Rybární, vzpomínal podobně, i když byl tedy o mnoho let mladší: "Otec byl už tehdy starý, kdy si ho mohu pamatovat. Pracoval pilně vždycky s několika tovaryši a k tomu dělal ještě celou řadu jiných výnosných podniků. Jedním z nejdůležitějších byla výroba sodovky….. Obchodoval klobouky, cukrovinkami pro poutě, zejména pro nejslavnější pouť na sv. Cyrila a Metoděje na Velehradě. ..."[8] "Když se hlásil tovaryš do práce, musel mu nejprve ukázat svůj pinkl s nástroji a teprve potom s ním otec mluvil o práci ..."[1]